# Región Naucalpan
Región 9 Naucalpan es la novena de las 20 regiones en que se divide el Estado de México. Se encuentra en la parte central del estado, al noroeste de la ciudad de Toluca y hacia el oeste de la Ciudad de México. Tiene una superficie de 711.13 km² y comprende el 3.16% del territorio de la entidad.

## Municipios de la región
- Huixquilucan
- Isidro Fabela
- Jilotzingo
- Naucalpan de Juárez
- Xonacatlán

## Economía
La Región Naucalpan es una de las más prósperas e industrializadas dentro del estado de México.
De igual forma que en el clima, la economía de esta región no puede determinarse como una sola, pues por ejemplo, en los municipio de Naucalpan y Huixquilucan prevalecen los servicios y bienes raíces, y en los demás municipios prevalece el comercio (de alimentos y artesanías).